# Diskotieka Awarija
Diskotieka Awarija (ros. Дискотека Авария) – rosyjski zespół muzyczny, grający muzykę z pogranicza rapu, hip-hopu, popu i rocka, założony w 1996 roku w Iwanowie.

## Historia zespołu
Zespół został założony w 1996 roku przez szkolnych przyjaciół, Nikołaja Timofiejewa i Aleksieja Ryżowa. W 2002 roku zespół został wyróżniony Europejską Nagrodą Muzyczną MTV dla najlepszego rosyjskiego wykonawcy.

## Skład

### Obecni członkowie
- Anna Chochłowa
- Aleksiej Sierow
- Aleksiej Ryżow

### Byli członkowie
- Nikołaj Timofiejew (do lipca 2012)[1]
- Oleg Żukow (zm. 2002)[2]

## Dyskografia

### Albumy studyjne
- Tancuj so mnoj (1997)
- Piesnia pro tiebia i mienia (1999)
- Marafon (1999)
- Awarija protiw! (2000)
- Manjaki (2001)
- Czetwiero parniej (2006)
- Niedietskoje wremia (2011)
- Diewuszka za ryliom (2014)

### Albumy kompilacyjne
- Wsie chity: Diskotieka Awarija (2000)
- The Best (2009)
- Other (2010)

### Single
| Tytuł                                                                 | Rok  | Album                      |
| --------------------------------------------------------------------- | ---- | -------------------------- |
| „Dawaj, awarija”                                                      | 1998 | Tancuj so mnoj             |
| „Ty kinuła”                                                           | 1998 | –                          |
| „Piej piwo”                                                           | 1999 | Tancuj so mnoj             |
| „Nowogodniaja”                                                        | 1999 | Marafon                    |
| „Niekuda diewat’sia”                                                  | 2000 | Piesnia pro tebia i menia  |
| „Wleczenije”                                                          | 2000 | Awarija protiw!            |
| „Zakolebał ty!”                                                       | 2001 | Maniaki                    |
| „Na ostrijo ataki”                                                    | 2001 | Maniaki                    |
| „Jajca”                                                               | 2001 | –                          |
| „Disco Superstar”                                                     | 2002 | Maniaki                    |
| „Ch.Ch.Ch.I.R.N.R.”                                                   | 2002 | Maniaki                    |
| „Niebo”                                                               | 2003 | Maniaki/Czietwiero parniej |
| „Surowyj rep”                                                         | 2004 | Czietwiero parniej         |
| „Jesli choczesz ostat’sia”                                            | 2005 | Czietwiero parniej         |
| „Piesienka razbojnikow”                                               | 2005 | Czietwiero parniej         |
| „Opa”                                                                 | 2006 | Czietwiero parniej         |
| „Malinki”                                                             | 2006 | Czietwiero parniej         |
| „Zło”                                                                 | 2007 | Czietwiero parniej         |
| „Sierienada”                                                          | 2007 | Czietwiero parniej         |
| „Pasza Face Control” (feat. DJ Smash)                                 | 2008 | Czietwiero parniej         |
| „Otcy”                                                                | 2008 | –                          |
| „Planieta Lubow”                                                      | 2009 | –                          |
| „Modnyj taniec aram-zam-zam”                                          | 2009 | Niedietskoje wremia        |
| „Nowogodniaja 2010”                                                   | 2010 | Niedietskoje wremia        |
| „Leto wsiegda!” (feat. W. Brieżniewa, A. Zadorożna i S. Chodczenkowa) | 2010 | Niedietskoje wremia        |
| „Zwiezda”                                                             | 2010 | Niedietskoje wremia        |
| „Niedietskoje wremia”                                                 | 2011 | Niedietskoje wremia        |
| „Nano-techno”                                                         | 2011 | Niedietskoje wremia        |
| „Prognoz pogody” (feat. Kristina Orbakaitė)                           | 2011 | Niedietskoje wremia        |
| „Karnawał”                                                            | 2012 | Niedietskoje wremia        |
| „Labirynt”                                                            | 2012 | Niedietskoje wremia        |
| „Wieczer”                                                             | 2012 | Niedietskoje wremia        |
| „Muzyka elektro” (feat. E-not)                                        | 2012 | Diewuszka za ruliom        |
| „Nogi-nogi”                                                           | 2012 | Diewuszka za ruliom        |
| „K.U.K.Ł.A.”                                                          | 2013 | Diewuszka za ruliom        |
| „Kaczeli”                                                             | 2013 | Diewuszka za ruliom        |
| „#Lajkmi”                                                             | 2014 | Diewuszka za ruliom        |
| „Diewuszka za ruliom”                                                 | 2014 | Diewuszka za ruliom        |
| „Samui”                                                               | 2015 | Diewuszka za ruliom        |
| „Jarkij ja” (feat. Filipp Kirkorow)                                   | 2016 | –                          |
| „Moja lubow”                                                          | 2017 | –                          |
| „Mocher” (feat. Chleb)                                                | 2017 | –                          |